# Champanges
Champanges és un municipi francès situat al departament de l'Alta Savoia i a la regió d'Alvèrnia-Roine-Alps. L'any 2007 tenia 835 habitants.

## Demografia

### Població
El 2007 la població de fet de Champanges era de 835 persones. Hi havia 316 famílies de les quals 56 eren unipersonals (36 homes vivint sols i 20 dones vivint soles), 112 parelles sense fills, 140 parelles amb fills i 8 famílies monoparentals amb fills.
La població ha evolucionat segons el següent gràfic:
Habitants censats

### Habitatges
El 2007 hi havia 381 habitatges, 315 eren l'habitatge principal de la família, 38 eren segones residències i 28 estaven desocupats. 330 eren cases i 43 eren apartaments. Dels 315 habitatges principals, 258 estaven ocupats pels seus propietaris, 40 estaven llogats i ocupats pels llogaters i 17 estaven cedits a títol gratuït; 2 tenien una cambra, 19 en tenien dues, 34 en tenien tres, 65 en tenien quatre i 195 en tenien cinc o més. 296 habitatges disposaven pel capbaix d'una plaça de pàrquing. A 94 habitatges hi havia un automòbil i a 205 n'hi havia dos o més.

### Piràmide de població
La piràmide de població per edats i sexe el 2009 era:
| Homes | Edats   | Dones |
| ----- | ------- | ----- |
| 0     | 95 o +  | 0     |
| 4     | 90 a 94 | 8     |
| 4     | 85 a 89 | 8     |
| 0     | 80 a 84 | 4     |
| 8     | 75 a 79 | 12    |
| 16    | 70 a 74 | 8     |
| 32    | 65 a 69 | 24    |
| 12    | 60 a 64 | 8     |
| 28    | 55 a 59 | 40    |
| 44    | 50 a 54 | 32    |
| 8     | 45 a 49 | 20    |
| 28    | 40 a 44 | 36    |
| 32    | 35 a 39 | 28    |
| 36    | 30 a 34 | 20    |
| 16    | 25 a 29 | 20    |
| 16    | 20 a 24 | 16    |
| 28    | 15 a 19 | 28    |
| 28    | 10 a 14 | 16    |
| 28    | 5 a 9   | 40    |
| 12    | 0 a 4   | 16    |

## Economia
El 2007 la població en edat de treballar era de 565 persones, 418 eren actives i 147 eren inactives. De les 418 persones actives 397 estaven ocupades (210 homes i 187 dones) i 21 estaven aturades (11 homes i 10 dones). De les 147 persones inactives 41 estaven jubilades, 55 estaven estudiant i 51 estaven classificades com a «altres inactius».

### Ingressos
El 2009 a Champanges hi havia 304 unitats fiscals que integraven 838,5 persones, la mediana anual d'ingressos fiscals per persona era de 21.988 €.

### Activitats econòmiques
Dels 50 establiments que hi havia el 2007, 6 eren d'empreses de fabricació d'altres productes industrials, 22 d'empreses de construcció, 8 d'empreses de comerç i reparació d'automòbils, 5 d'empreses d'hostatgeria i restauració, 1 d'una empresa d'informació i comunicació, 1 d'una empresa immobiliària, 1 d'una empresa de serveis, 4 d'entitats de l'administració pública i 2 d'empreses classificades com a «altres activitats de serveis».
Dels 18 establiments de servei als particulars que hi havia el 2009, 1 era un taller de reparació d'automòbils i de material agrícola, 1 paleta, 2 guixaires pintors, 6 fusteries, 4 lampisteries, 2 electricistes, 1 empresa de construcció i 1 restaurant.
Dels 3 establiments comercials que hi havia el 2009, 1 era una botiga de més de 120 m², 1 una fleca i 1 un drogueria.
L'any 2000 a Champanges hi havia 8 explotacions agrícoles que ocupaven un total de 216 hectàrees.

## Equipaments sanitaris i escolars
El 2009 hi havia una escola elemental.

## Poblacions més properes
El següent diagrama mostra les poblacions més properes.